# Antracosi
L'antracosi è una malattia polmonare di tipo cronico (pneumoconiosi), tipica di chi lavora nelle miniere di carbone. Parte della letteratura definisce più specificamente l'antracosi come il semplice processo di deposito delle polveri di carbone nell'organismo; viceversa, la pneumoconiosi dei lavoratori di carbone si identifica con il quadro patologico derivante da esso.

## Epidemiologia
La rilevanza dei processi estrattivi ed industriali del carbone e dei suoi derivati fa sì che questo tipo di pneumoconiosi costituiscano circa il 20% delle patologie polmonari croniche nell'ambito dell'interesse della medicina del lavoro. La latenza tra esposizione e sviluppo di malattia è di circa 12-15 anni e una percentuale considerevole (circa il 10%) dei lavoratori esposti svilupperà malattia nel corso della vita.

## Eziologia
La causa è da imputarsi alle polveri di carbone che si ritrovano nelle miniere, che si depositano all'interno dell'organismo, nei polmoni e nei linfonodi. La forma cronica viene a crearsi dopo un periodo di circa 10 anni, le particelle assorbite devono essere di una grandezza inferiore ai 5 µm. Il fumo costituisce un'aggravante delle condizioni. Benché i minatori siano la classe lavorativa più a rischio, la malattia può colpire anche:
- Operai addetti alla costruzione di sostegni e tetti per gallerie
- Operai addetti alla produzione di grafite o nerofumo
- Operai addetti alla produzione di elettrodi di carbone

## Patogenesi
Il carbone è un materiale non fibrogeno e tendenzialmente inerte. Per questo, solo i soggetti esposti cronicamente ad alte concentrazioni di carbone sviluppano malattie clinicamente manifeste; tra questi il rischio di contrarre malattia è particolarmente elevati nei lavoratori addetti alla processazione dell'antracite a causa dell'elevato contenuto di carbonio e della presenza di silicio. Quest'ultimo elemento, caratterizzato da importante proprietà fibrogene, potrebbe essere il vero responsabile dei gravi quadri di fibrosi polmonare massima che si osservano in questi lavoratori. È stato comunque osservato, sia in vivo che in vitro, come le particelle di carbone siano in grado di innescare in quadro di flogosi cronica per attivazione dei macrofagi alveolari e successiva produzione di citochine pro-infiammatorie e proteasi, classe enzimatica ritenuta responsabile della fibrogenesi progressiva e dei vari quadri enfisematosi.

## Profilo clinico
Come accennato, l'antracosi semplice è un reperto anatomo-patologico di scarsa rilevanza clinica. Come tale è riscontrabile in un'ampia fetta di popolazione esposta a inquinanti ambientali (abitanti in grandi centri urbani) o a fumo di tabacco. Il reperto caratteristico è la presenza di una sottile trabecolatura nero-grigiastra a livello del mantello polmonare; analogamente, la superficie polmonare di taglio appare screziata da esili venature dello stesso colore, identificando centri di deposito del materiale antracotico fagocitato dai macrofagi alveolari. La pneumoconiosi da carbone semplice è invece caratterizzata da macchie (di 1-3 mm) o noduli da carbone nel contesto del parenchima polmonare. Mentre le macchie rappresentano depositi localizzati di macrofagi ricchi di carbone, i noduli sono gli esiti dell'attivo e processo di confinamento fibrotico operato dal tessuto connettivo polmonare dei confronti della flogosi cronica sostenuta dai macrofagi. La posizione dei noduli riflette la progressione della malattia: inizialmente contenuti dei bronchi di calibro maggiore, con l'accumulo del tempo di esposizione si osserva un progressivo coinvolgimento dei bronchioli respiratori e dei gruppi acinari con enfisema centrolobulare per dilatazione alveolari. Questo contesto morfologico corrisponde ad un'estrinsecazione clinica caratterizzata da tosse produttiva con espettorato nerastro e dispnea da sforzo; è tuttavia bene far presente che questo tipo di alterazione è spesso il terreno dove si muovono quadri pleomorfi di bronchite cronica ed enfisema, oltre ad essere una condizione favorente per la tubercolosi. Non vi è invece alcuna correlazione con lo sviluppo di carcinoma del polmone. La pneumoconiosi da carbone complicata rappresenta invece il normale sviluppo di forme semplici protratte e recidivanti sostenute da un'esposizione continuativa al carbone. Questo quadro è caratterizzato dalla presenza di noduli e cicatrici polmonari multipli della grandezza di 2-10 cm (nei casi di grandi noduli si parla di fibrosi polmonare massiva), con disorganizzazione del parenchima polmonare e conseguenti gravi alterazioni della funzione respiratoria di tipo restrittivo. Dispnea da sforzo e poi a riposo, tosse ingravescente e produttiva, enfisema e cuore polmonare cronico sono i reperti clinici tipici di questa fase di malattia.

## Profilo diagnostico
In un contesto anamnestico che suggerisca l'esposizione lavorativa alle polveri di carbone, un adeguato esame obiettivo corredato dalla radiografia del torace che dimostri cicatrici e noduli polmonari e da una prova spirometrica che dimostri un quadro di tipo restrittivo, sono reperti sufficienti a porre diagnosi dei diversi quadri di pneumoconiosi da carbone.

## Terapie
Oltre alla terapia sintomatica, un miglioramento si ottiene attraverso l'allontanamento del lavoratore dalla zona di esposizione.